# جوان بيركوفيتس
جوان بيركوفيتس (بالإنجليزية: Joan Berkowitz)‏ هي كيميائية أمريكية، ولدت في 13 مارس 1931.